# Дом братьев Мартын
Дом братьев Мартын (Красный домик) — здание в Ростове-на-Дону, расположенное на пересечении Большой Садовой улицы и Крепостного переулка. Дом был построен в 1893 году по проекту архитектора Н. М. Соколова. Первым владельцем здания был британский подданный Иван Романович Мартын. Дом братьев Мартын имеет статус объекта культурного наследия федерального значения.

## История

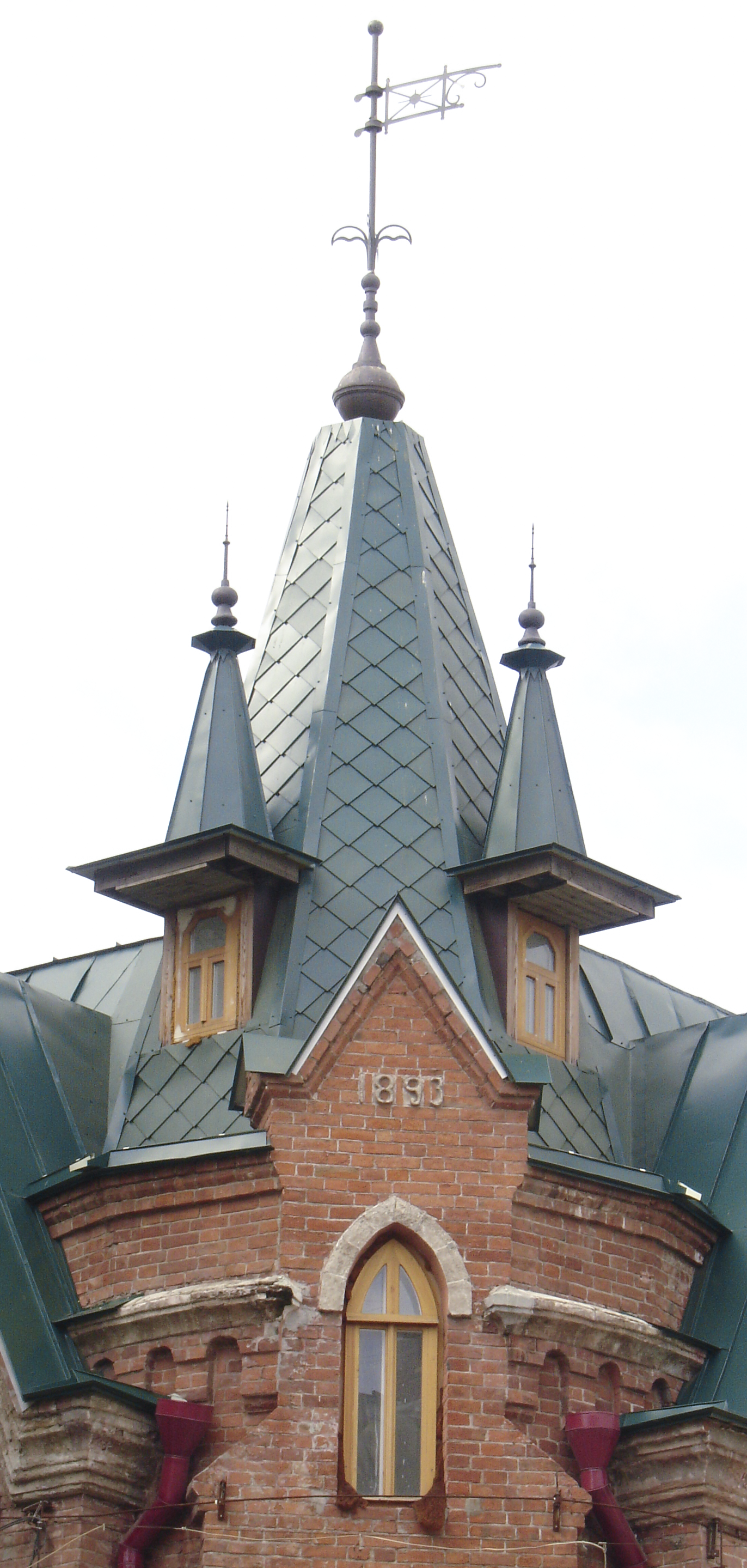
Угловая башня

Двухэтажный дом из красного кирпича был сооружён в 1893 году по проекту ростовского архитектора Николая Матвеевича Соколова. Дом построен в духе псевдоготического направления эклектики, в нём сочетаются элементы русского и немецкого зодчества. В угловой части дома выделяется эркер с остроконечной башней.
Вначале зданием владел британский подданный Иван Романович Мартын, затем его жена — П. И. Мартын. Потом дом принадлежал их сыновьям — Василию, Георгию, Ивану. Семье Мартын в Ростове-на-Дону принадлежал литейно-механический завод «Джон Мартын и Ко», располагавшийся рядом с домом. В 1910-х годах Георгий Мартын был консулом США, а в доме братьев Мартын располагалась его приёмная.
В 1920-е годы здание было национализировано. На первом этаже разместились различные учреждения, а на втором — коммунальные квартиры. После Великой Отечественной войны в здании был проведён ремонт, в ходе которого были утрачены слуховые окна на крыше. В 1980-1990-х годах здание занимал Дом художника, там располагались салон-магазин, выставка-вернисаж и антикварный ларёк.
В 2007 году здание было передано на баланс Государственному музею-заповеднику М. А. Шолохова, после чего началась его реставрация. Планируется, что после окончания ремонтных работ в доме братьев Мартын разместится филиал музея.

Памятные доски